# لافينيا شولتس
لافينيا شولتس (بالألمانية: Lavinia Schulz)‏ هي مصممة أزياء تقليدية وممثلة ألمانية، ولدت في 23 يونيو 1896 في لوبن في ألمانيا، وتوفيت في 19 يونيو 1924 في هامبورغ في ألمانيا.